# قرق آغاج
قرق آغاج (بالتركية: Kırkağaç)‏ هي بلدة ومُديريَّة تقع في ولاية مانيسا بتركيا. تصل مساحتها إلى 549.4 كم²، وترتفع عن سطح البحر حوالي 188 م.